# Gordie Howe
Gordie Howe (Saskatchewan, 31 de março de 1928 — 10 de junho de 2016) foi um jogador profissional canadense de hóquei no gelo filiado à organização profissional esportiva National Hockey League, a NHL. Howe é também conhecido como Mr. Hockey e é um dos maiores jogadores de hóquei de todos os tempos.
Morreu em 10 de junho de 2016, aos 88 anos. 